# Trenérská výzva
Trenérská výzva (coach challenge) je pravidlo ledního hokeje. Začala se používat v NHL v sezóně 2017/18, v české Extralize se objevila v sezóně 2019/20 a na mistrovství světa v roce 2019.
Podle pravidla může trenér požádat rozhodčího o přezkoumání situace na videu, pokud vstřelí tým sporný gól. Pokud není výzva úspěšná, ztrácí tým oddechový čas, nebo dostane trest 2 minut za zdržování hry. Zkoumat se může, zda puk přešel celým objemem čáru, ofsajd, hra vysokou holí či nedovolený zákrok.